# Caffaro di Rustico da Caschifellone
Caffaro di Rustico da Caschifellone (* 1080 oder 1081 in Caschifellone (heute zu Serra Riccò gehörig); † um 1166) war ein genuesischer Politiker, Flottenführer, Diplomat und Geschichtsschreiber.

## Leben und Werk

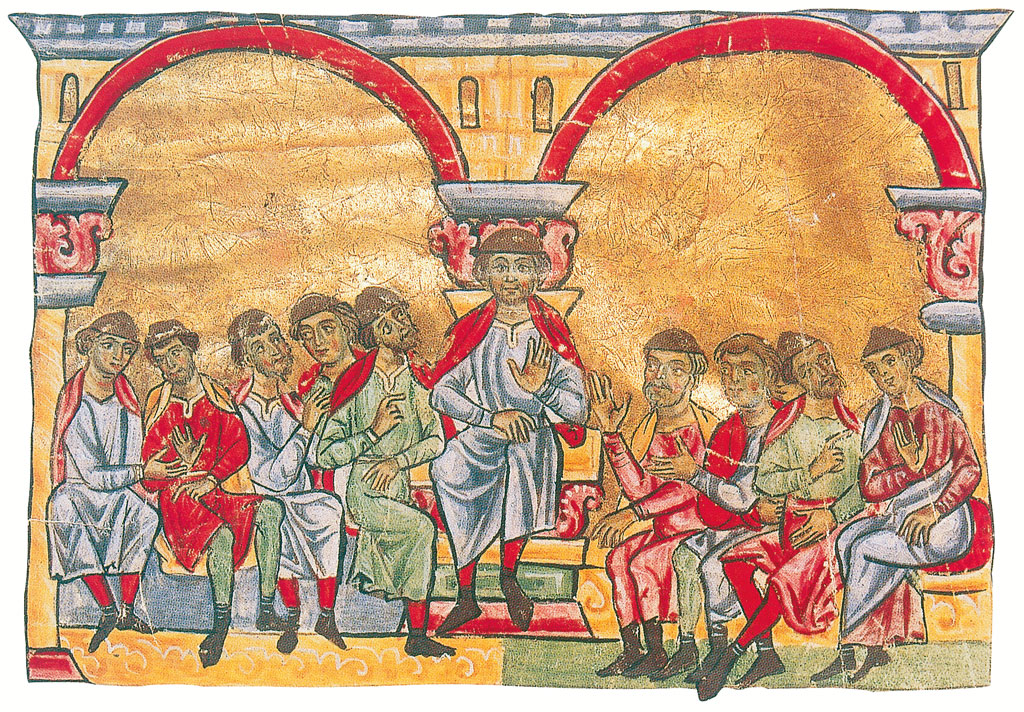
Darstellung der Konsuln Genuas in einem Manuskript des 12. Jahrhunderts, Bibliothèque nationale de France, Latin 10136

Caffaro entstammte einer alten, vornehmen Familie der Republik Genua und war ein Sohn von Rusticus, Herrn von Caschifellone, einem kleinen Dorf im Val Polcevera. Als junger Mann machte er den ersten Kreuzzug mit und segelte dabei im Sommer 1100 auf einer Flotte ab, welche die Genuesen zur Unterstützung der bedrängten Franken nach Palästina schickten. Er kam kurz nach dem Tod Gottfrieds von Bouillon (18. Juli 1100) im Heiligen Land an und beteiligte sich an den Kämpfen bei der Belagerung und Eroberung von Caesarea. Im Oktober 1101 kehrte er in seine Heimat zurück.
In der Folge wurde Caffaro für die nächsten Jahrzehnte eine wichtige politische Persönlichkeit Genuas. So bekleidete er im Zeitraum von 1122 bis 1149 achtmal die höchste Staatswürde, das Konsulat der Republik. Auch diplomatisch war er aktiv, etwa 1121 und 1123 bei den gelungenen Verhandlungen mit Pisa und dem Heiligen Stuhl zur Wahrung der genuesischen Interessen in Korsika. Außerdem gelang es ihm 1127, mit dem Grafen Raimund Berengar III. von Barcelona vorteilhafte Bedingungen für den genuesischen Handel zu vereinbaren. In der Funktion eines Admirals bekämpfte er 1125 erfolgreich die Pisaner. In den 1130er Jahren dürfte er erneut im Orient verweilt sein. 1146 eroberte er die Insel Menorca, die bis dahin unter der Kontrolle der Sarazenen gestanden war. 1154 begab er sich an der Spitze einer genuesischen Gesandtschaft zum römisch-deutschen König (nachmaligen Kaiser) Friedrich I. Barbarossa und vermochte diesen zur Bestätigung von Prärogativen für Genua zu bewegen. Um 1166 starb er im hohen Alter von 86 Jahren.
Bereits nach seiner Rückkehr vom ersten Kreuzzug hatte Caffaro sich zur Aufzeichnung von Annalen entschlossen, die er mit jenem Kreuzzug eröffnete und dann auch weiterführte. Sie sollten über die bedeutendsten Vorkommnisse der Geschichte Genuas Auskunft geben.1152 präsentierte Caffaro seine Schrift dem Genueser Rat, der sie als offizielle Stadtchronik von Guglielmo de Colomba abschreiben ließ. Caffaro setzte die Arbeit an seinem historischen Werk noch weitere elf Jahre fort, so dass dieses nun von 1100 bis 1163 reichte. Er war der erste Laie, der sich im mittelalterlichen Europa als Geschichtsschreiber betätigte. Da er jahrzehntelang hohe Positionen in seinem Vaterland innegehabt und sich an dessen wichtigsten Unternehmungen beteiligt hatte, war er, wenn auch nicht immer Augenzeuge der von ihm erzählten Ereignisse, so doch über die inneren und äußeren Verhältnisse Genuas wohlunterrichtet. Trotz gewisser patriotischer Parteilichkeit sind seine in rohem Latein und einfachem Stil verfassten Annalen daher eine bedeutende Quelle für die Geschichte Oberitaliens in dem von ihm berichteten Zeitraum. Die genuesische Republik ließ das von Caffaro begonnene historische Werk zunächst von Oberto, dann von Ottobono und vielen weiteren Fortsetzern bis zum Jahr 1294 weiterführen. Muratori gab Caffaros Annalen erstmals 1725 im 6. Teil seiner Rerum Italicarum scriptores in Druckform heraus. Zu späteren Editoren gehörte u. a. Georg Heinrich Pertz (in: MGH SS 18, Hannover 1863).
Zu weiteren Werken Caffaros gehören eine Historia captionis Almarie et Tortuose und der Liber de liberatione civitatum Orientis, der u. a. über den ersten Kreuzzug und die Beziehungen zwischen dem Westen und dem Byzantinischen Reich handelt.

## Editionen
- Antonio Ubieto Arteta (Hrsg.): De captione Almerie et Tortuose (=Textos Medievales, 14), Valencia 1973.